# 羅克斯伯里 (伊利諾伊州)
羅克斯伯里（英語：Roxbury）是位於美國伊利諾伊州李縣的一個非建制地區。該地的面積和人口皆未知。

## 地理
羅克斯伯里的座標為41°42′02″N 89°02′22″W / 41.70056°N 89.03944°W，而該地的平均海拔高度為272米（即892英尺）。